# 나카노시
나카노시(일본어: 中野市)는 일본 나가노현 북부에 있는 시이다. 나가노 분지 북동부에 위치하는 호쿠신슈의 중심 도시이며 인접하는 나가노시와 발음이 비슷하다.

## 지리
중심부는 고샤산과 사행하는 지쿠마강의 중간에 위치한다. 고도가 높은 야마노우치정에서 시내 중심부까지는 선상지로 불리며 완만해 이 경사를 이용한 과수원 등이 만들어져 있다. 선상지 하단에는 논지대가 펼쳐져 있다. 이 지대는 일찍이 지쿠마강의 거듭되는 범람으로 물이 고여 호수를 형성했다고 전한다. 16세기경부터 나카노언으로 불리는 용수로가 점차 정비되어 호수가 있던 일대가 논으로 정비되었다. 야마노우정에서 선상지를 따라서 지쿠마강의 지류인 요마세강이 흐른다.

## 인접하는 자치체
- 이야마시
- 나가노시
- 가미타카이군 오부세정, 다카야마촌
- 시모타카이군 야마노우치정, 기지마다이라촌
- 가미미노치군 이즈나정

## 역사
에도 시대에는 에도 막부의 직할지(천령)였다. 1870년 9월 17일에 나카노현이 성립하면서 현청 소재지가 되었으나 이듬해 11월 20일에 나가노현에 편입되었다.
- 1889년 4월 1일 - 정촌제 시행으로 나카노정이 성립하였다.
- 1954년 7월 1일 - 나카노정을 포함한 시모타카이군의 히노촌, 엔토쿠촌, 히라노촌, 나가오카촌, 히라오카촌, 다카오카촌, 시나노촌, 야마토촌이 합병해 시로 승격하였다.
- 2005년 4월 1일 - 구 나카노시와 시모미노치군 도요타촌이 신설 합병해 신 나카노시가 성립하였다.

## 교통

### 철도
- 동일본 여객철도 이야마선
- 나가노 전철 나가노선

### 도로
- 조신에쓰 자동차도
- 국도 117호선
- 국도 292호선
- 국도 403호선

## 인구
| 연도 | 인구   | ±%     |
| ---- | ------ | ------ |
| 1940 | 36,123 | —      |
| 1950 | 46,821 | +29.6% |
| 1960 | 44,036 | −5.9%  |
| 1970 | 43,111 | −2.1%  |
| 1980 | 44,895 | +4.1%  |
| 1990 | 46,468 | +3.5%  |
| 2000 | 47,845 | +3.0%  |
| 2010 | 45,643 | −4.6%  |
| 2020 | 42,338 | −7.2%  |

|                                              | |
| 나카노시의 전국의 연령별 인구 분포（2005년） | 나카노시의 연령·남녀별 인구 분포（2005년）                                                                                |
| ■자주색 ― 나카노시 ■녹색 ― 일본전국          | ■파랑색 ― 남자 ■빨간색 ― 여자                                                                                             |
| · 나카노시（에 해당되는 지역）의 인구추이    | |
| 일본 총무성 통계국 국세조사 결과             | |
|                                              | 이 그래프는 더 이상 지원되지 않는 레거시 그래프 확장 기능을 사용하고 있습니다. 새로운 차트 확장 기능으로 변환해야 합니다. |